# L'Héroïsme du docteur Hallidonhill
L'Héroïsme du docteur Hallidonhill est un conte d'Auguste de Villiers de l'Isle-Adam qui parut pour la première fois dans La Journée le 29 novembre 1885.

## Résumé
À Londres, dans le cabinet du docteur Hallidonhill, les malades phtisiques défilent chaque matin de neuf heures à midi précis. Un jour de mai, un squelette ambulant vient en en consultation. Le cas étant désespéré, il est vite congédié avec une ordonnance spéciale : Se rendre à Nice et pendant six mois cure de cresson matin, midi et soir.
Six mois après, un géant à voix formidable et joyeuse fait irruption dans le cabinet : « Je suis l'homme au cresson. » Hallidonhill, pour se rendre compte de « l'archi-miraculeuse action cressionnière, à la fois lubréfiante et recréatrice », l'abat d'une balle dans la tempe et procède sur le champ à son autopsie...

## Éditions
- 1887 -  Gil Blas quotidien, édition du 8 janvier 1887, à Paris.
- 1887 -  La Vie populaire revue hebdomadaire, édition du 3 février 1887 à Paris.
- 1888 - In Histoires insolites, Maison Quantin à Paris.